# Ђерђ Орт
Ђерђ Орт (мађ. Orth György; Будимпешта, 30. април 1901 — Порто, 11. јануар 1962) био је мађарски фудбалер и тренер. Поред тога што се бавио фудбалом у својој домовини, тренирао је и клубове у Италији, Чилеу, Немачкој, Мексику, Перуу, Аргентини и Португалу. Један од најбољих фудбалера своје генерације, Ђерђ Орт био је офанзивни везни или нападач познат по својој техници.

## Играчка каријера
Орт је играчку каријеру започео у Вашашу, пре него што играо у италијанској Пизи. Пре завршетка играчке каријере, Орт се вратио у Будимпешту у МТК. У међуратној ери био је важан играч мађарске репрезентације, али је озбиљна повреда колена претрпљена 1926. омела његову играчку каријеру.